# 2. HMNL 1996./97.
Druga hrvatska malonogometna liga za sezonu 1996./97.

## Ljestvice

### Jug
| mj | klub                      | ut | pob | ner | por | gol+ | gol- | bod     |
| -- | ------------------------- | -- | --- | --- | --- | ---- | ---- | ------- |
| 1. | Croatia (Perković)        | 14 | 11  | 3   | 0   | 87   | 53   | 36      |
| 2. | Jadroplov (Split)         | 14 | 10  | 2   | 2   | 80   | 45   | 32      |
| 3. | Primošten (Primošten)     | 14 | 6   | 4   | 4   | 56   | 56   | 22      |
| 4. | Adriacink (Split)         | 14 | 5   | 5   | 4   | 56   | 57   | 20      |
| 5. | Narona (Metković)         | 14 | 6   | 2   | 6   | 76   | 69   | 17 (-3) |
| 6. | Gruž - Frendy (Dubrovnik) | 14 | 4   | 1   | 9   | 65   | 69   | 13      |
| 7. | Montovjerna (Dubrovnik)   | 14 | 3   | 2   | 9   | 46   | 77   | 11      |
| 8. | Kaštela (Kaštela)         | 14 | 1   | 1   | 12  | 43   | 84   | 4       |

### Zapad
| mj | klub                   | ut | pob | ner | por | gol+ | gol- | bod |
| -- | ---------------------- | -- | --- | --- | --- | ---- | ---- | --- |
| 1. | Jastreb (Jastrebarsko) | 10 | 8   | 1   | 1   | 91   | 44   | 25  |
| 2. | Bistro Petar (Zagreb)  | 10 | 7   | 1   | 2   | 80   | 52   | 22  |
| 3. | Pekara Biškić (Zagreb) | 10 | 7   | 0   | 3   | 101  | 52   | 21  |
| 4. | Grebengrad (Mađarevo)  | 10 | 4   | 0   | 6   | 54   | 51   | 12  |
| 5. | Visoko (Visoko)        | 10 | 3   | 0   | 7   | 58   | 76   | 9   |
| 6. | Jarki (Jarki)          | 10 | 0   | 0   | 10  | 43   | 152  | 0   |

### Sjever
| mj | klub                    | ut | pob | ner | por | gol+ | gol- | bod    |
| -- | ----------------------- | -- | --- | --- | --- | ---- | ---- | ------ |
| 1. | Drava Flamingo (Osijek) | 10 | 8   | 1   | 1   | 99   | 23   | 25     |
| 2. | Omega Bilje (Osijek)    | 10 | 7   | 2   | 1   | 90   | 32   | 23     |
| 3. | Šilo (Osijek)           | 10 | 7   | 1   | 2   | 84   | 45   | 22     |
| 4. | Virovitica (Virovitica) | 10 | 3   | 1   | 6   | 48   | 59   | 10     |
| 5. | Juventus (Hercegovac)   | 10 | 1   | 0   | 9   | 26   | 179  | 3      |
| 6. | Vorky (Bjelovar)        | 10 | 1   | 1   | 8   | 26   | 35   | 1 (-3) |

## Poveznice
- Prva hrvatska malonogometna liga 1996./97.
- Hrvatski malonogometni kup 1996./97.